# Erik Karlsson (ekonom)
Erik Lennart Karlsson född 1918 i Småland, död 2001, var en svensk socionom och ekonom.
Erik Karlsson studerade i vuxen ålder på Brunnsviks folkhögskola efter andra världskriget, utbildade sig till socionom vid Socialhögskolan i Stockholm och tog också en fil.kand.-examen på Stockholms universitet.. Han började arbeta på Sveriges riksbank 1960 och blev riksbanksdirektör 1980. Han var från november 1968 under en valperiod Executive Director (styrelseledamot för Danmark, Finland, Island, Norge och Sverige) i Världsbanken. Efter pensioneringen tjänstgjorde han  inom ett SIDA-biståndsprojekt som chef för Central Bank of Lesotho i Lesotho november 1985 – november 1988 vid uppbyggnaden av denna institution. Han var senare också biträdande chef för den 1990 inrättade Namibias centralbank, Bank of Namibia, mellan september 1991 och december 1993. 
Erik Karlsson var far till Mats Karlsson.